# カルジャン
カルジャン（卡熱疆峰）は、中華人民共和国チベット自治区の中国＝ブータン国境付近にある山である。ヒマラヤ山脈に属する。
最高峰はカルジャンI峰（またはカルジャン南峰）で、標高は7221メートルであり、世界で2番目に高い未踏峰である。他にカルジャン北峰（7196メートル）、カルジャンII峰（または中央峰、7045メートル）、カルジャンIII峰（またはタプトルカンリ、6820メートル）と、無名の6400メートル峰からなる。

## 登頂歴
最高峰のカルジャンI峰は未登頂のままである。オランダ隊が2001年9月から10月にかけて登頂に挑戦したが、成功しなかった。このグループはHaroen Schijf、Rudolf van Aken、Pepijn Bink、Court Haegens、Willem Horstmann、Rein-Jan Koolwijkからなる。このグループはカルジャンIII峰の登頂には成功した。Schijfによれば、カルジャンI峰は非常に切り立っていて昇るのが困難であり、また、天候が悪く登頂は危険だった。
2010年、ジョー・パーイヤーとデイビッド・ゴットリーブがカルジャンI峰の登頂に挑戦し、シプトン＝ティルマン賞を獲得した。ただし、彼らは必要な許可を取っていなかった。彼らはカルジャンの西420キロメートルのラブチェカンの登頂にも挑戦したが、そこでパーイヤーが滑落死した。
カルジャンII峰（中央峰）は、1986年に新郷信廣率いる日本ヒマラヤ協会隊が初登頂した。日本隊はカルジャンI峰に登頂したと主張しているが、カルジャンI峰登頂に挑戦したオランダ隊（先述）によれば、日本隊の記録の内容から、日本隊が登頂したのはカルジャンII峰である。